# Gaudi-Nagy Tamás
Gaudi-Nagy Tamás (született Nagy Tamás, Budapest, 1971. augusztus 12. –) ügyvéd, jogvédő, politikus, 2010–2014 között a Jobbik Magyarországért Mozgalom országgyűlési képviselője.

## Tanulmányai
1990-ben kezdte meg tanulmányait a József Attila Tudományegyetem Állam- és Jogtudományi Karán, 1995-ben szerzett jogi doktorátust az Eötvös Loránd Tudományegyetemen.
1998 februárjában tett jogi szakvizsgát, kitűnő eredménnyel, s nyert májusban ügyvédi felvételt a Budapesti Ügyvédi Kamarába.
Közben 1997 szeptemberében az ELTE Jogi Továbbképző Intézetében Európai szakjogász tanulmányokat kezdett meg, melyet 2001. november 20-án Európa jogi szakjogász szakoklevél megszerzésével zárt.
2003 októberében felvették a közvetítők Igazságügyi Minisztérium által vezetett névjegyzékébe, ahonnan 2014-ben törlésre került.

## Munkássága
Az uniós jog szakjogászaként a Nemzeti Jogvédő Szolgálat ügyvezetője.
A Nemzeti jogvédelem c. könyv szerzője.

## Nyelvismerete
Angol nyelven felsőfokon, németül középfokon, franciául alapfokon beszél.

## Tevékenysége
2004 augusztusa óta a Nemzeti Jogvédő Alapítvány kuratóriumának tagja, 2005 októbere óta a kuratórium ügyvezetője, amely szervezet fő céljaként jelöli meg, hogy az általa működtetett Nemzeti Jogvédő Szolgálat útján a magyar nemzethez tartozóknak, akiket a nemzeti érdekek védelmezése miatt valamilyen módon jogsérelem ér, hatékony és színvonalas jogi védelmet nyújtson, illetve a nemzeti egységesülésért kifejtett erőfeszítéseket jogi segítséggel támogassa.
Alapító tagja és tiszteletbeli elnöke (1998–2007 között elnök) a Kárpát-medencében élő magyar fiatalokat segítő Magyar Csodaszarvas Egyesületnek. Hitvallása szerint „a jog ne a kifosztás és elnyomás eszköze legyen, hanem a közjót szolgája és biztosítsa a magyar emberek szabadságát, méltóságát, biztonságos, büszke és boldog életét”.

### A politikában
2002–2006 között a Magyarok Világszövetsége elnökségi tagja volt. A 2010-es magyarországi országgyűlési választáson a Jobbik Magyarországért Mozgalom országos listájának ötödik helyén indult, valamint pártonkívüliként a párt országgyűlési képviselőjelöltje és igazságügy miniszter-jelöltje lett. 2010–2014 között országgyűlési képviselő, az alkotmányügyi, igazságügyi és ügyrendi bizottság valamint az emberi jogi, kisebbségi, civil- és vallásügyi bizottság tagja. Ebben az időszakban az egyik legtöbbet felszólaló országgyűlési képviselő volt.
Országgyűlési tevékenységének zárásaként, az utolsó ülés után kivitte az ülésteremből az egyik uniós zászlót, és kihajította az Országház ablakán.
A Népszava információi szerint Gaudi-Nagy Tamás ügyvéd nyújtotta be a Kúriához a Novák Katalin kegyelmezési botrányában érintett Kónya Endre jogi képviselőjeként a felülvizsgálati kérelmet. A Kúria eljárása még zajlott, amikor megszületett a kegyelmi döntés, ami aztán bekerült a Kúria harmadfokú határozatának szövegébe, és csak ezért kapott nyilvánosságot. Ez vezetett nyolc nap múlva Novák Katalin köztársasági elnök és Varga Judit politikus lemondásához.

## Hobbi, szabadidő
Természetjárás, zenehallgatás, olvasás, sport, utazás. Kedvtelésből esetenként gitározik, a Kugli együttessel, néha a Hun Vér zenekarral.[forrás?]

## Családja
Nős, feleségével, Ildikóval három fiuk van: Bálint (2001), Nándor (2003) és András (2007). Trianon miatt Brassó megyéből 1920-ban áttelepülésre kényszerült hétfalusi csángó nagyapja bíró, 2019-ben elhunyt édesapja, Nagy László aranydiplomás vegyészmérnök, szabadalmi ügyvivő volt.